# 對面的女孩看過來
《對面的女孩看過來》是馬來西亞歌手「阿牛」陳慶祥出道時的代表曲目收錄於1997年7月1日發行專輯《城市.藍天》中，後成為台灣歌手任賢齊的流行音樂單曲，於1998年6月1日正式發行。

## 曲目
1. 對面的女孩看過來
2. 對面的男孩看過來
3. 對面的女孩看過來（吉隆坡越洋直播原味Live版）
4. 對面的女孩看過來
5. 對面的女孩看過來(kala)

## 影响
2004年，在蓝猫淘气三千问的《恐龙系列》裡，某集中蓝猫（葛平）也翻唱了此歌曲。
2006年，在《虹猫蓝兔七侠传》里，某集中大奔（张怀武）也有翻唱此歌曲。
2016年，改編成《滾石愛情故事》第六集的電視劇。